# Burt Rutan
Elbert Leander »Burt« Rutan, ameriški izumitelj in letalski konstruktor, * 17. junij 1943, Estacada, Oregon, Združene države Amerike.
Znan je po dizajniranju lahkih, močnih, visokosposobnih in v veliko primerih tudi nekonvencionalnih letal. Med njimi je Rutan Voyager, prvo letalo, ki je poletelo okrog sveta brez postanka in brez prečrpavanja goriva. Poleg tega se ukvarja tudi z vesoljskimi plovili, kot je SpaceShipOne, ki je dobil nagrado Ansari X-Prize za prvo zasebno plovilo v vesolju. V prihodnosti bo po načrtih podobno plovilo vozilo vesoljske turiste v podorbitalne vesoljske polete - Virgin Galactic. Pet njegovih letal je razstavljeno v muzeju National Air and Space Museum v Washingtonu: SpaceShipOne,  Virgin Atlantic GlobalFlyer, Voyager, Quickie in VariEze.
Že pri osmih letih je oblikoval letalske modele. Leta 1959 je prvič sam poletel v letalu Aeronca Champ. Leta 1965 je diplomiral na California Polytechnic State University kot aeornavtični inženir.
Med letoma 1965 in 1972 je delal pri USAF kot inženir v letalski bazi Edwards. Sodeloval je pri devetih različnih projektih, med njimi VSTOL LTV XC-142 in testiranju karakteristik lovca McDonnell Douglas F-4 Phantom. To službo je zapustil in postal direktor pri podjetju Bede Aircraft v Kansasu. Na tem položaju je bil do leta 1974.
Leta 1974 se je vrnil v Kalifornijo in ustanvil Rutan Aircraft Factory. Razvil je več prototipov letal za amaterske graditelje.
Njegov prvi dizajn je bil lahki VariViggen, dvosedežno letalo s kanardi in motorji, nameščenimi v konfuguracijji potisnik. Kanarde je uporabil tudi na drigih letalih, kot so VariEze in Long-EZ.
Aprila 1982 je ustanovil novo podjetje Scaled Composites v mestu Mojave, Kalifornija. Scaled Composites je eno izmed vodilnih ustanov na svetu na področju dizajniranja letalsko/vesoljskih nevladnih projetkih. Leta 2005 je dobil nagrado NAS Award in Aeronautical Engineering
Burt je razvil tudi nekonvencionalno dvomotorno asimetrično letalo Rutan Boomerang
Leta 2010 je v intervjuju izjavil, da je ga zanima razvoj novih vesoljskih plovil za podorbitalne lete, kot so SpaceShipOne in SpaceShipTwo. Pravi, da je čas za nove dosežke na tem področju, z bolj ekonomičnimi in varnimi leti.

## Rutanova letala
- Virgin Atlantic GlobalFlyer
- Rutan Voyager
- Rutan VariEze
- Rutan VariViggen
- Rutan Quickie
- SpaceShipOne
- SpaceShipTwo
- Rutan Boomerang
- Scaled Composites Model 367 BiPod
- White Knight Two